# Wanda Hanke
Pour les articles homonymes, voir Hanke.
Wanda Hanke (née Wanda Theresia Leokadia Hanke, 1893-1958) est une ethnologue autrichienne qui, à partir de 1933, a fait des recherches sur les groupes indigènes et collecté des objets ethnologiques au Brésil, en Argentine et au Paraguay. Après 25 ans d'expéditions, elle meurt du paludisme à l'âge de 65 ans, à Benjamin Constant, en Amazonie brésilienne.

## Biographie
Les travaux de Wanda Hanke publiés au Brésil, dans la Revue do Museu Paranaense, concernaient principalement les Kaingang, les Botocudos, les Tukunas et plusieurs autres peuples avec lesquels elle a eu des contacts. Ces immersions visaient à étudier la culture, la langue, les aspects rituels et les structures sociales de ces peuples. En raison de difficultés financières, Hanke a dû plusieurs fois vendre ses propres vêtements et artefacts indigènes (qui se trouvent aujourd'hui dans plusieurs musées éparpillés à travers le monde) pour pouvoir continuer les expéditions. L'une des raisons pour lesquelles l'ethnologue n'est pas reconnue à sa juste valeur dans le contexte scientifique actuel tient au fait qu'elle n'a pas standardisé sa manière de prendre des notes.
Un autre fait curieux est que Hanke voyageait toujours seule lors d'expéditions. Elle n'avait pas d'équipe de soutien comme d'autres ethnologues à l'époque, et Hanke n'avait également aucun lien avec un établissement d'enseignement autrichien pour valider la recherche. L'ethnologue a même formellement demandé l'autorisation du Conseil de surveillance des expéditions artistiques au Brésil, mais celle-ci ne lui a jamais été accordée.

## Publications notables
- (de) Die psychologische und charakterologische Bedeutung des Traumes, Dorna, Noske, 1918. (dissertation, université de Munich).
- (de) « Ueber aphasische und optisch-räumliche Störungen », Archiv für Psychiatrie und Nervenkrankheiten, vol. 63, no 1,‎ 1921, p. 167–209.
- (de) Rechtsgüter bei Sittlichkeitsverbrechen, 1926 (dissertation, université de Marbourg).
- (de) Rechtsfähigkeit, Persönlichkeit, Handlungsfähigkeit : eine analytisch-dogmatische Studie, Heyman, Berlin, 1928.
- (de) Völkerkundliche Forschungen in Südamerika ; Verlöschende Urzeit im Innern Brasiliens, Brunswick, Limbach, 1964 (lire en ligne [PDF]).
- (es) Dos años entre los caingua, Buenos Aires, CAEA, 1995 (ISBN 950-9252-14-X).